# Amt Friesheim
Das Amt Friesheim war ein Amt im Kreis Euskirchen in der preußischen Rheinprovinz und in Nordrhein-Westfalen. Es ging aus der Bürgermeisterei Friesheim hervor. Das Gebiet des Amtes gehört heute zur Stadt Erftstadt im Rhein-Erft-Kreis.

## Bürgermeisterei Friesheim
Von 1798 bis 1814 standen alle linksrheinischen Gebiete unter französischer Herrschaft. Während dieser Zeit wurde nach französischem Vorbild die Mairie Friesheim eingerichtet, die zum Kanton Lechenich im Arrondissement Köln des Rur-Departements gehörte. Nachdem das Rheinland 1814 an Preußen gefallen war, wurde aus der Mairie die preußische Bürgermeisterei Friesheim, die 1816 zum neuen Kreis Euskirchen kam. Sie umfasste drei Landgemeinden:
- Borr
- Friesheim
- Niederberg

## Amt Friesheim
Am Ende des Jahres 1927 wurde die Bezeichnung aller rheinischen Landbürgermeistereien in „Amt“ geändert. Die Bürgermeisterei Friesheim hieß nun Amt Friesheim. Das Amt Friesheim wurde am 1. Juli 1969 durch das Gesetz zur Neugliederung des Landkreises Euskirchen aufgelöst. Seine drei Gemeinden wurden in die neue Stadt Erftstadt eingegliedert, die dem neuen Rhein-Erft-Kreis (bis 2003 Erftkreis) zugeschlagen wurde.

## Einwohnerentwicklung
| Jahr | Einwohner | Quelle |
| ---- | --------- | ------ |
| 1843 | 1717      | [ 2 ]  |
| 1871 | 1979      | [ 3 ]  |
| 1885 | 1829      | [ 4 ]  |
| 1910 | 1775      | [ 5 ]  |
| 1925 | 1868      | [ 6 ]  |
| 1939 | 1731      | [ 7 ]  |
| 1950 | 2080      | [ 8 ]  |
| 1961 | 2089      | [ 8 ]  |

## Bürgermeister
- 1813–181900Michael Joseph Richartz
- 1819–183700Johann Joseph Curt
- 1838–186200Theodor Fröhlich
- 1862–187500Johann Kiel
- 1875–189200Theodor Bachem
- 1892–191200Franz Stryck
- 1912–192700Hubertus Cader
- 1928–193300Peter Loben
- 1933–194300Christian Curt
- 1943–194500Paul Geile
- 1945–194600Heinrich Oepen
- 1946–194900Richard Fellmann
- 1949–195200Heinrich Stockem
- 1952–195500Theodor Wolfgarten
- 1956–195600Theodor Kessel
- 1956–196900Erich Schramm[9]

(ab 1928 Amtsbürgermeister)